# Mastophora dizzydeani
Mastophora dizzydeani är en spindelart som beskrevs av Stefan M. Eberhard 1981. Mastophora dizzydeani ingår i släktet Mastophora och familjen hjulspindlar. Inga underarter finns listade i Catalogue of Life.